# العلاقات الكاميرونية المكسيكية
العلاقات الكاميرونية المكسيكية هي العلاقات الثنائية التي تجمع بين الكاميرون والمكسيك.

## مقارنة بين البلدين
هذه مقارنة عامة ومرجعية للدولتين:
| وجه المقارنة                                              | الكاميرون                      | المكسيك                                                                               |
| --------------------------------------------------------- | ------------------------------ | ------------------------------------------------------------------------------------- |
| المساحة (كم2)                                             | 475.44 ألف                     | 1.97 مليون                                                                            |
| عدد السكان (نسمة)                                         | 24.05 مليون                    | 130.53 مليون                                                                          |
| الكثافة السكانية (ن./كم²)                                 | 50.58                          | 66.26                                                                                 |
| العاصمة                                                   | ياوندي                         | مدينة مكسيكو                                                                          |
| اللغة الرسمية                                             | لغة فرنسية، لغة إنجليزية       | اللغة الإسبانية                                                                       |
| العملة                                                    | فرنك وسط أفريقي                | بيزو مكسيكي                                                                           |
| الناتج المحلي الإجمالي (بليون دولار)                      | 34.80 مليار                    | 1.15 تريليون                                                                          |
| الناتج المحلي الإجمالي (تعادل القوة الشرائية) بليون دولار | 72.72 مليار                    | 2.16 تريليون                                                                          |
| الناتج المحلي الإجمالي الاسمي للفرد دولار أمريكي          | 1.22 ألف                       | 9.01 ألف                                                                              |
| الناتج المحلي الإجمالي للفرد دولار أمريكي                 | 2.97 ألف                       | 17.32 ألف                                                                             |
| مؤشر التنمية البشرية                                      | 0.512                          | 0.756                                                                                 |
| رمز المكالمات الدولي                                      | +237                           | +52                                                                                   |
| رمز الإنترنت                                              | .cm                            | .mx                                                                                   |
| المنطقة الزمنية                                           | توقيت غرب أفريقيا، ت ع م+01:00 | منطقة زمنية وسطى، المنطقة الزمنية الجبلية، زمن منطقة المحيط الهادئ، منطقة زمنية شرقية |

## منظمات دولية مشتركة
يشترك البلدان في عضوية مجموعة من المنظمات الدولية، منها:
| علم المنظمة | اسم المنظمة                        | تاريخ انضمام الكاميرون | تاريخ انضمام المكسيك |
| ----------- | ---------------------------------- | ---------------------- | -------------------- |
|             | مؤسسة التنمية الدولية              | 10 أبريل 1964          | 24 أبريل 1961        |
|             | يونسكو                             | 11 نوفمبر 1960         | 4 نوفمبر 1946        |
|             | وكالة ضمان الاستثمار متعدد الأطراف | 7 أكتوبر 1988          | 1 يوليو 2009         |
|             | الأمم المتحدة                      | 20 سبتمبر 1960         | 7 نوفمبر 1945        |
|             | الفريق المعني برصد الأرض           | ?                      | ?                    |
|             | الاتحاد البريدي العالمي            | ?                      | ?                    |
|             | البنك الدولي للإنشاء والتعمير      | 10 يوليو 1963          | 31 ديسمبر 1945       |
|             | المنظمة الهيدروغرافية الدولية      | ?                      | ?                    |
|             | الاتحاد الدولي للاتصالات           | 22 ديسمبر 1960         | 1 يوليو 1908         |
|             | منظمة حظر الأسلحة الكيميائية       | ?                      | ?                    |
|             | مؤسسة التمويل الدولية              | 1 أكتوبر 1974          | 20 يوليو 1956        |
|             | منظمة التجارة العالمية             | ?                      | 1995                 |
|             | منظمة الشرطة الجنائية الدولية      | ?                      | ?                    |

## وصلات خارجية
- موقع وزارة الخارجية الكاميرونية
- موقع وزارة الخارجية المكسيكية